# Catherine Johnson

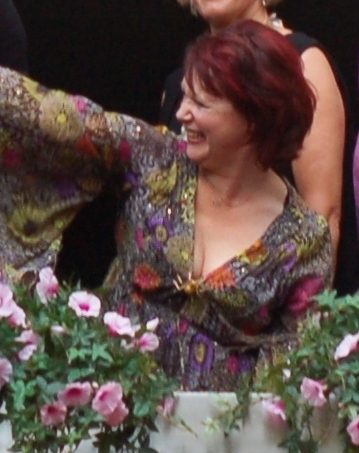
Catherine Johnson

Catherine Johnson (* 1957 in London) ist eine britische Autorin und seit 1987 tätig. Ihr bekanntestes Werk ist das Libretto zum Musical Mamma Mia!; sie schrieb auch das Drehbuch der Musikkomödie Mamma Mia! (2008) mit Meryl Streep. Momentan lebt sie in London.

## Werke

### Theaterstücke
- Rag Doll (Bristol Old Vic Studio, Gewinner des BOV/HTV Playwriting Award) 1988
- Boys Mean Business (Bush Theatre) 1989
- Dead Sheep (Bush) (Mitgewinner des Thames TV Best Play Award) 1991
- Too Much Too Young (Bristol Old Vic Studio und London Bubble) 1992
- Where’s Willy? (Bristol Old Vic Studio) 1994
- Renegades (Bristol Old Vic) 1995
- Shang-a-Lang (Bush Theatre & tour) 1998
- Mamma Mia! (LittleStar) 1999

aufgeführt in London, New York, Las Vegas, Toronto, Australien, Deutschland, Holland und Japan; nominiert für den Tony Award für das beste Musicalbuch 2001
- Little Baby Nothing (Bush Theatre) 2003
- Through The Wire (Shell Connections, RNT) 2005
- Through The Wire, neue Version (Myrtle Theatre, Bristol) 2006

### Fernsehserien
- Love Hurts
- Band of Gold
- Byker Grove

### Fernsehfilme
- Rag Doll (HTV)
- Just Like Eddie (HTV)
- Where’s Willy? (HTV)
- Sin Bin (BBC)
- Mamma Mia!

| Personendaten    | Personendaten      |
| ---------------- | ------------------ |
| NAME             | Johnson, Catherine |
| KURZBESCHREIBUNG | britische Autorin  |
| GEBURTSDATUM     | 1957               |
| GEBURTSORT       | London             |